# Nathaniel Giles (cónego)
Nathaniel GIles DD (nascido em 1591) foi um cónego de Windsor de 1624 a 1644.

## Família
Ele nasceu em 1591, filho de Nathaniel Giles, mestre do Coro da Capela de São Jorge, Castelo de Windsor.

## Carreira
Ele foi nomeado:
- Reitor de Newbury, Berkshire 1619
- Reitor de Newton Longueville, Buckinghamshire 1620
- Prebendário de Worcester 1627
- Reitor de Chinnor, Oxford 1628 - 1644
- Reitor de Sloley, Norfolk 1629
- Reitor de Ruislip, 1648

Ele foi nomeado para a décima bancada na Capela de São Jorge, Castelo de Windsor em 1624 e manteve a canonaria até 1644.